# Cheikh Ahmadou Bamba Ndiaye
Pour les articles homonymes, voir Ndiaye.
Cheikh Ahmadou Bamba Ndiaye, né le 20 octobre 1993 à Diourbel au Sénégal, est un écrivain, poète et juriste sénégalais. Auteur d’une dizaine de recueils de poésie, il a développé une écriture mêlant poésie, engagement et réflexion sur les héritages culturels africains. En 2025, il publie Soleils invincibles aux éditions Présence Africaine, un roman qui aborde l'exil, les tensions familiales ainsi que les mémoires coloniales.

## Formation
Cheikh Ahmadou Bamba Ndiaye effectue sa scolarité primaire à Diourbel, au Sénégal, avant de rejoindre le Prytanee militaire de Kadiogo au Burkina Faso pour ses études secondaires. Il en sort major de la préparation militaire élémentaire et obtient le baccalauréat avec mention très bien. Il entame des études de science politique à l'université Gaston Berger de Saint-Louis.
Admis à Sciences Po Paris en tant que boursier d'excellence Émile Boutmy, il y obtient un Bachelor en sciences sociales en 2016. En 2017-2018 il est élu président de l'Association des étudiants de Sciences Po pour l'Afrique (ASPA). Durant son mandat, l'association organisera 41 évènements autour de la politique, de l'économie, de la recherche et lancera son journal La Grande Afrique. En 2020, Cheikh Ahmadou Bamba termine son master en droit économique, mention contentieux et arbitrage à Sciences Po Paris.
En parallèle, il obtient une maîtrise en droit des affaires à l'université Paris 2 Panthéon-Assas, en collaboration avec la Sorbonne, en 2019. Il complète sa formation par un master en politiques de communication à l'université Paris-Saclay en 2021 puis un master en droit et gestion publics à l'Institut national du service public (INSP, anciennement ENA), en collaboration avec l'université Paris-Dauphine,
En janvier 2024, Cheikh Ahmadou Bamba Ndiaye rejoint le Boston College, aux États-Unis, où il se spécialise en contentieux des investissements.

## Œuvres

### Roman
- 2025 : Soleils invincibles, Présence Africaine[9]

En 2025, Cheikh Ahmadou Bamba Ndiaye publie Soleils invincibles, qui reçoit un accueil favorable de la critique au Sénégal et à l’international,. Le roman explore les trajectoires d’exil, les quêtes d’identité et les fractures familiales dans le contexte des migrations africaines contemporaines. L’ouvrage est salué pour son style poétique et sa capacité à entremêler l’intime, l’identitaire et le politique,,.

### Poésie
Cheikh Ahmadou Bamba Ndiaye publie plusieurs recueils de poésie dès la classe de première. Son premier recueil, Les Mots du cœur, reçoit les félicitations du Président de la République du Sénégal. Ses textes traitent des thématiques liées à l’identité, à la mémoire collective et à l’histoire africaine, mêlant engagement et introspection. Son écriture est marquée par une réflexion sur les héritages culturels, les imaginaires et l'affirmation de soi. 
Depuis 2016, il écrit en wolof. 
Parmi ses recueils figurent :
- 2011 : Les Mots du cœur, État-major général des armées du Burkina Faso[4]
- 2012 :  Plume d’Afrique, État-major général des armées du Burkina Faso[15]
- 2013 : Proses d’un morpion d’Afrique, Presses universitaires de l’Université Gaston Berger[16]
- 2016 : Vingt ans depuis la Terre avec L'Afrique immortelle, Assumer l’Afrique[17]
- 2017 : Corbeille, Assumer l'Afrique[18]

### Nouvelles
- 2013 : Un procès à Paris, Presses universitaires de l’Université Gaston Berger[16]

### Blog
Depuis 2014, Cheikh Ahmadou Bamba Ndiaye anime le blog Assumer l’Afrique, qui compte plus d’une centaine d’articles. Il y développe des analyses sur les représentations de l’Afrique, les enjeux culturels et politiques contemporains, et y intervient régulièrement dans les débats publics.

### Préfaces
- 2014 : de Journal d'un Pikinois indigné d'Hamidou Samba Ba[20]
- 2018 : de Notes et soupirs (ouvrage collectif avec Joseph Corréa, Elgas, Mohamed Mbougar Sarr, et al.)[21]

### Postface
- 2013 : de Mauvaises ambiances démocratiques de Dr. Ibrahima Silla

### Autres publications
En parallèle de ses publications littéraires, Cheikh Ahmadou Bamba Ndiaye contribue régulièrement à des revues,, blogs et médias, notamment SenePlus et Lu Defu Waxu, premier journal en ligne en wolof.